# Ellebichus
Ellebichus (auch Hellebichus und die gräzisierten Varianten Ellebichos, Hellebicos usw.) war ein spätantiker römischer Offizier, der in der zweiten Hälfte des 4. Jahrhunderts lebte.
Ellebichus war dem Namen nach germanischer Abstammung. Er war vermutlich ein Sohn des Heermeisters Gaiso, der Anfang der 350er Jahre unter dem Usurpator Magnentius Konsul war. Ellebichus diente von 383 bis 388 als magister militum per Orientem (Heermeister des Ostens) unter Theodosius I. und hatte somit die oberste Befehlsgewalt in einem der wichtigsten römischen Sprengelkommandos inne, der Grenze zum Sassanidenreich. In einem Gesetz aus dem Jahr 383 wird er als Hellebico comiti et magistro utriusque militiae bezeichnet; es handelt sich hierbei um einen frühen Beleg für den Titel magister utriusque militae, der fortan gebräuchlich wurde für die spätrömischen Heermeister, die schon zuvor gemischte Kampfverbände befehligten.
Ellebichus trat wohl die Nachfolge Richomers an und war gut mit der zivilen Reichselite im Osten vernetzt. Er war mit dem berühmten paganen Rhetor Libanios befreundet, aber auch mit dem Bischof Gregor von Nazianz bekannt. In Antiochia am Orontes war er 387 zusammen mit dem magister officiorum Flavius Caesarius für die Untersuchung lokaler Unruhen verantwortlich, wobei ihn Libanios für seine milde und sympathische Umgangsart in Antiochia besonders lobte und einen Panegyrikus ihm zu Ehren verfasste. 388 wurde er aus dem Osten abberufen, stand aber weiterhin mit Libanios in Briefkontakt.
Durch seine Position kam Ellebichus zu großem Reichtum. So baute er eine Villa und Bäder in Antiochia und besaß wahrscheinlich auch eine Villa in der Reichshauptstadt Konstantinopel, wo später ein Viertel nach ihm benannt war.
Seine Religionszugehörigkeit ist nicht ganz klar, da er, wie erwähnt, mit prominenten Christen und Paganen korrespondierte; allerdings deutet eine Anfrage Gregors von Nazianz auf zumindest Kenntnisse kirchlicher Fragen hin, ebenso ermahnte ihn Gregor an seine Verantwortung gegenüber Gott.
Sein Namensvetter Allobichus, der 409/410 als magister militum des Kaisers Honorius fungierte, könnte mit ihm verwandt gewesen sein.